# Legalne blondynki
Legalne blondynki (ang. Legally Blondes, 2009) – amerykański film komediowy w reżyserii Savage’a Steve’a Hollanda. Jest to spin-off filmów Legalna blondynka z wytwórni MGM.

## Fabuła
Annie (Milly Rosso) i Izzy (Becky Rosso), kuzynki Elle Woods, tak jak ona lubią różowe ubrania i małe pieski. Dziewczyny mieszkają w Wielkiej Brytanii. Nie odpowiadają im jednak tamtejsze sztywne obyczaje, więc przeprowadzają się do Kalifornii. Zazdrosna o ich powodzenie w nowej szkole Tiffany próbuje sprawić by wyrzucono je ze szkoły. Annie i Izzy swoją błyskotliwością sprawiają, że skutek podstępu Tiff jest odwrotny.

## Obsada
- Milly Rosso – Annabelle „Annie” Woods
- Becky Rosso – Isabelle „Izzy” Woods
- Brittany Curran – Tiffany
- Teo Olivares – Rainbow
- Chad Broskey – Justin Whitley
- Chloe Bridges – Ashley
- Kunal Sharma – Vivek
- Tanya Chisholm – Marcie
- Trevor Duke – Nigel
- Bobby Campo – Chris
- Caroline Fogarty – Ruth